# Francis Mary Redwood
Francis Mary Redwood SM (* 8. April 1839 in Tixall; † 3. Januar 1935; auch Francis William Redwood) war ein englischer römisch-katholischer Geistlicher und von 1874 bis zu seinem Tod Bischof bzw. Erzbischof von Wellington.

## Leben
Redwood wurde in der englischen Grafschaft Staffordshire geboren und emigrierte 1842 mit seiner Familie ins heutige Neuseeland. Bereits seit 1850 auf einen Werdegang als Priester vorbereitet, wurde er im Dezember 1854 nach Frankreich entsandt. 1860 trat er dem Orden der Maristenpatres bei und wurde am 6. Juni 1865 zum Priester geweiht. Anschließend wirkte er als Gemeindeseelsorger im irischen County Kildare. Nach einer Lungenentzündung wurde Redwood zur Erholung nach Rom entsandt, wo er den am Ersten Vatikanischen Konzil teilnehmenden Bischof von Wellington Philippe Joseph Viard kennenlernte. Dieser setzte sich für die Berufung Redwoods zu seinem Koadjutor ein, starb jedoch, bevor eine solche Ernennung vollzogen werden konnte.
Papst Pius IX. ernannte ihn am 10. Februar 1874 zum neuen Bischof in Wellington, womit eine fast zweijährige Sedisvakanz beendet wurde. Die Bischofsweihe spendete ihm am 17. März desselben Jahres in London Henry Edward Manning, Erzbischof von Westminster. Mitkonsekratoren waren James Danell, Bischof von Southwark, und William Weathers, Weihbischof im Erzbistum Westminster. In den folgenden Jahren stieg die Zahl der katholischen Schulen, Redwood initiierte 1885 die Eröffnung der ersten katholischen Weiterführenden Schule in Neuseeland. Er gehörte zudem von 1877 bis 1903 dem Senat der Universität von Neuseeland an.

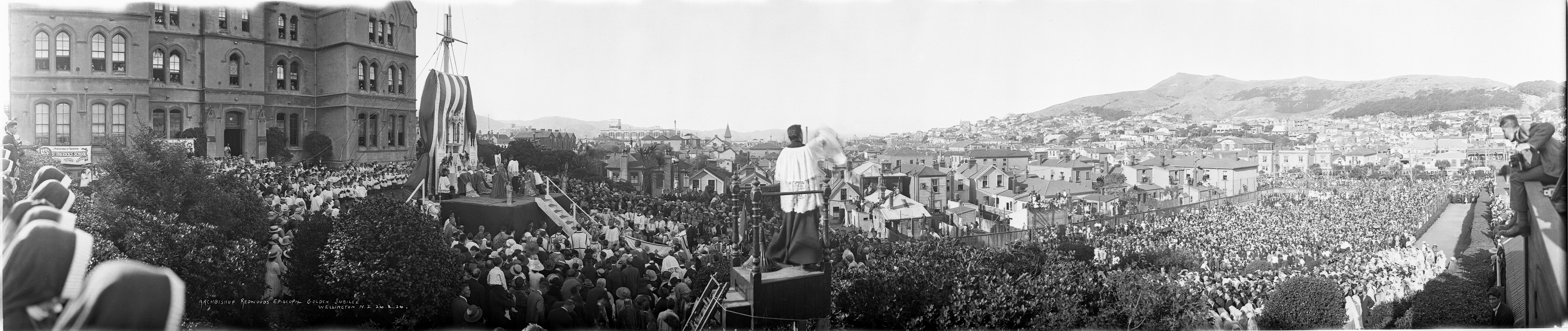
Feierlichkeiten zum Goldenen Bischofsjubiläum Redwoods (1924)

Mit der Erhebung der Diözese zum Erzbistum durch Papst Leo XIII. am 13. Mai 1887 wurde er erster Erzbischof von Wellington. 1895 wurde die Kirchenprovinz Wellington von der australischen Kirchenprovinz abgetrennt und errichtet. Erzbischof Redwood wurde Metropolit dieser neuen Kirchenprovinz. Im Januar 1899 fand unter seiner Führung ein Provinzialkonzil in Neuseeland statt. 1908 geriet er in öffentliche Auseinandersetzungen mit protestantischen Vertretern über die restriktiven Mischehenbestimmungen des päpstlichen Dekrets Ne temere (April 1908). Stand Redwood der Arbeiterbewegung zunächst kritisch gegenüber, änderte sich seine Einstellung in den 1920er-Jahren. 1922 war er an der Gründung des katholischen Laienordens Knights of the Southern Cross - New Zealand beteiligt. 1924, im Jahr seines Goldenen Bischofsjubiläums, ernannte Papst Pius XI. ihn zum Päpstlichen Thronassistenten. Redwood starb drei Tage vor seinem 96. Geburtstag und wurde auf dem Friedhof Karori Cemetery in Wellington beigesetzt.